# De Welle (Drachten)
De Welle is een zwembad in Drachten. Het recreatiebad omvat meerdere baden waaronder een 50 meterbad en een speelbad.
Het zwembad werd gebouwd eind jaren 60. Tot 1989 heeft het bad ook openluchtbaden gekend. Deze werden vervangen door een subtropisch gedeelte. Ook heeft het bad een 50 meterwedstrijdbad, de enige in Noord-Nederland. Op 18 januari 2025 werd het zwembad gesloten. Op 25 januari 2025 zal de nieuwe Welle worden geopend.

## Wedstrijdbad
Van 15 tot 17 december 2006 werd in dit bad het Nederlandse kampioenschappen kortebaanzwemmen 2006 georganiseerd. Het zwembad is de trainingslocatie van de Drachtster Zwem & Polo Club. Als een gevolg van de sluiting van meerdere zwembaden, waaronder het Pieter van den Hoogenband Zwemstadion en het Sloterparkbad ingevolge de coronacrisis trainden de zwemmers van de Nederlandse olympische ploeg in maart 2020 in De Welle. In april werd evenwel dit zwembad eveneens gesloten.

## Planvorming
Sinds 2008 wordt de vervanging van het verouderde en niet-milieuvriendelijke zwembad overwogen door het college van burgemeester en wethouders van Smallingerland. Waar het college van B&W in maart 2012 na een eerste studie nog uit geldgebrek afzag van nieuwbouw op een andere plek en koos voor tussentijdse renovatie, gaf de gemeenteraad op 16 mei 2017 het college wel opdracht tot verdere planvorming voor de studie voor een nieuw zwembad. In juni 2019 was er consensus over mogelijke locaties en de nauwere definitie van de gewenste beschikbaarheid van baden en technieken. In april 2020 werd op de gemeenteraad een locatiestudie gepresenteerd met voor- en nadelen van verschillende mogelijke locaties, evenwel nog zonder de studie van de meerwaarde voor de omgeving bij elk van die locaties. Ook werden de functionaliteiten vastgelegd, bestaande uit een wedstrijdbad van vijftig meter lengte, een recreatiebad, een doelgroepenbad en een openlucht-waterspeelplaats. Omwille van duurzaamheid wordt elektriciteit als bron voor verwarming vooropgesteld. De geschatte kosten bedragen 34 miljoen euro, waarvan tien miljoen wordt bijgedragen door de provincie Friesland.